# Abbedisse
En abbedisse er forstanderinde for et nonnekloster.
I tidligere sprogbrug anventes også stavemåden 'abbedesse'.